# Portugiesische Futsalnationalmannschaft
Die portugiesische Futsalnationalmannschaft ist eine repräsentative Auswahl portugiesischer Futsalspieler. Die Mannschaft vertritt den portugiesischen Fußballverband bei internationalen Begegnungen. Das Team zählt zu den stärksten Mannschaften Europas, 2000 wurde man WM-Dritter, 2018 siegte man bei der Europameisterschaft und schließlich wurde das Team bei der Futsal-Weltmeisterschaft 2021 Weltmeister. Jahr 2022 konnte die Europameisterschaft in den Niederlanden verteidigt werden, was zuvor nur Spanien gelang. Auch das erstmals von UEFA und CONMEBOL organisierte Futsal-Finalissima konnte man gewinnen. Die U19 konnte außerdem bis in das Finale der UEFA U19-Futsal Euro 2022 vordringen, während die Frauen bei der UEFA Women‘s Euro 2022 ebenfalls zweite hinter Spanien wurden.

## Abschneiden bei Turnieren
Portugal nahm sechsmal an Europameisterschaften teil. Die größten Erfolge bei einer EM feierte man 2018, als man im Finale Spanien mit 3:2 n. V. schlagen konnte und 2022 in den Niederlanden als man die russische Nationalmannschaft schlug. Den zweitgrößten Erfolg feierte man 2010, als man im Finale Spanien mit 2:4 unterlag. Bereits 2007 scheiterte man bei der EM im eigenen Land im Halbfinale im iberischen Duell gegen Spanien mit 3:4 im Sechsmeterschießen. Das anschließende Spiel um Platz 3 verlor man gegen Russland mit 2:3.
2000 nahm Portugal erstmals an der Endrunde einer Weltmeisterschaft teil, nachdem man zuvor entweder nicht eingeladen wurde (1989) oder in der Qualifikation chancenlos war (1992, 1996). 2000 setzt man sich gegen die favorisierten Italiener in der Qualifikation durch und erreichte bei der WM-Premiere sofort den dritten Platz. Im Halbfinale kassierte man dabei eine 0:8-Rekordniederlage gegen den Titelverteidiger Brasilien, im Spiel um Platz 3 bezwang man Russland trotz 0:2-Rückstand mit 4:2. Bei der WM 2004 scheiterte man an in der Zwischenrunde an Italien und Spanien. 2008 konnte Portugal das vorzeitige Ausscheiden in der Vorrunde trotz 3 Siegen in 4 Spielen nicht verhindern, da sie das entscheidende Match gegen Italien mit 3:1 verloren. 2012 gelangte Portugal bis ins Viertelfinale, wo sie 3:0 gegen Italien in Führung gingen, dann aber anschließend 4:3 nach Verlängerung scheiterten.
2021 wurde das Team in Litauen Weltmeister, man konnte im Finale den Titelverteidiger Argentinien schlagen. Somit schlug man im zweiten Turnier infolge den Titelverteidiger im Finale.
Nur wenige Monate später konnte die Portugiesische Auswahl die Titelverteidigung bei der Futsal-Europameisterschaft 2022 in den Niederlanden erfolgreich realisieren. Nur weitere wenige Monate später konnte das Futsal-Finalissima gegen u. a. Spanien und Argentinien gewonnen werden. So gewann man innerhalb von vier Jahren alle wichtigen und erreichbaren Titel mindestens einmal gewinnen.
Bei den Jogos da Lusofonia 2006 belegte man punktgleich hinter Brasilien den zweiten Rang. Dabei genügte der 56:0-Rekordsieg über Osttimor nicht, da Brasilien kurze Zeit später sogar mit 76:0 gegen denselben Gegner gewann. 2009 musste sich Portugal erneut mit Silber zufriedengeben, da das entscheidende Spiel gegen Brasilien mit 2:0 verloren ging.

### Futsal-Weltmeisterschaft
- 1989 – nicht eingeladen
- 1992 – nicht qualifiziert
- 1996 – nicht qualifiziert
- 2000 – 3. Platz
- 2004 – Zwischenrunde
- 2008 – Vorrunde
- 2012 – Viertelfinale
- 2016 – 4. Platz
- 2021 – Weltmeister
- 2024 – Achtelfinale

### Futsal-Europameisterschaft
- 1996 – nicht qualifiziert
- 1999 – Vorrunde
- 2001 – nicht qualifiziert
- 2003 – Vorrunde
- 2005 – Vorrunde
- 2007 – 4. Platz
- 2010 – 2. Platz
- 2012 – Viertelfinale
- 2014 – Halbfinale
- 2016 – Viertelfinale
- 2018 – Europameister
- 2022 – Europameister

### Futsal-Finalissima
- 2022 – Sieger